# Alchemilla dombaica
Alchemilla dombaica é uma espécie de rosácea do gênero Alchemilla, pertencente à família Rosaceae.